# Solomon Volkov
Solomon Moiseyevich Volkov est un musicien, critique, écrivain, journaliste et musicologue russe né le 17 avril 1944 à Uroteppa, en République socialiste soviétique du Tadjikistan. Il est surtout connu pour Témoignage, ouvrage publié en 1979 après son émigration de l'Union soviétique en 1976. Volkov tient ce livre comme les mémoires de Dmitri Chostakovitch, que l'écrivain a bien connu.

## Biographie
Volkov naît à Uroteppa, aujourd'hui renommée Istaravshan, au Tadjikistan. Il étudie le violon au Conservatoire de Leningrad où il reçoit en 1967 son diplôme avec les honneurs. Il y poursuit ensuite des études supérieures de musicologie jusqu'en 1971. Il a également été le directeur artistique du Studio Expérimental d'Opéra de Chambre.
En 1976, Volkov quitte l'Union Soviétique et part vivre aux États-Unis. Peu après, il devient un associé de la recherche pour l'Institut Russe de l'Université de Colombie. Aujourd'hui, il vit à New York avec sa femme, Marianna (née Tiisnekka), pianiste et photographe. Il est aussi un citoyen des États-Unis.
Les écrits de Volkov abordent l'histoire et l'esthétique de la musique russe et soviétique, la psychologie de la perception de la musique et les interprétations. Volkov publia de nombreux articles dans des revues savantes et populaires et écrivit un livre sur les jeunes compositeurs de Leningrad en 1971, l'année où il finit ses études de musicologie. Ce livre préfacé par Chostakovitch fut bien reçu.
Depuis qu'il réside aux États-Unis, Volkov a écrit de nombreux articles pour The New York Times, The New Republic, Musical America, The Musical Quarterly entre autres.

## Controverse surTémoignage
Témoignage suscite encore aujourd'hui des débats sur son authenticité et son exactitude. Certains disent que tous les propos ne sont pas de Chostakovitch. Malheureusement, il est difficile de dire si cette affirmation est vraie ou erronée car en immigrant aux États-Unis, Volkov laissa ses notes derrière lui, et elles sont aujourd'hui perdues ou détruites. Bien que le chercheur américain Laurel E. Fay ait démontré que le début de chaque chapitre ressemble beaucoup aux textes publiés par Chostakovitch lui-même, certains musicologues doutent de la valeur de Témoignage. Dans son livre A Shostakovich Casebook (2004), Malcolm H. Brown résume les questions sur l'authenticité du livre, pendant que Allan B. Ho. et Dmitry Feofanov le défendent dans Shostakovich Reconsidered (1998). Ces derniers ont également écrit The Shostakovich Wars, livre de 220 pages en réponse à Brown.
Un témoignage assez précieux et donc à prendre en compte est celui du fils du compositeur, Maxime Chostakovitch. Après s'être installé à l'Ouest en 1981, il raconta au Sunday Times que Témoignage est un  livre « sur son père [et non] de son père ». Cependant, dans une interview à la BBC avec le compositeur Michael Berkeley datée du 27 septembre 1986, Maxime admet « C'est vrai, c'est exact... La base du livre est correcte ». Il rajoute que pour un compositeur soviétique à cette époque, les dires selon lesquels les règles de vie étaient plutôt correctes dressent un portrait mal interprété de Chostakovitch. Par conséquent, tout en louant le livre pour mettre en évidence la difficulté de vivre sous ce totalitarisme, le fils du compositeur a répété maintes fois que Témoignage était « sur son père [et non] de son père » ; en somme, le livre ne peut être traité comme les Mémoires de Chostakovitch, mais plutôt comme un livre tentant de donner une approche sur le mode de vie Chostakovitch.
Après la chute de l'Union Soviétique, les déclarations et les actions de Maxime Chostakovitch changent et reflètent son approbation de Témoignage. En 2005, il fut l'invité d'honneur lors du lancement de l'édition tchèque de Témoignage et, en 2006, il rédigea avec sa sœur une préface à la seconde édition russe de Chostakovitch et Staline : « Nous, les enfants de Chostakovitch, qui avons regardé sa vie défiler devant nos yeux, exprimons notre profonde gratitude à Solomon Volkov pour son merveilleux travail. La vérité, maintenant dévoilée, va sans doute aider nos contemporains et les générations futures à mieux comprendre le sort difficile de notre père inoubliable, et grâce à elle, à mieux comprendre sa musique ».
La réaction de la veuve de Chostakovitch fut l'une des plus sceptiques : « Volkov a vu Dmitri trois ou quatre fois... Il n'a jamais été un ami intime de la famille - il n'a jamais dîné chez nous par exemple... Je ne vois pas comment il aurait pu rassembler suffisamment d'informations pour écrire un livre aussi épais sur Chostakovitch ». Cette nouvelle critique remet à nouveau en question l'authenticité de Témoignage. Cependant, il faut se rappeler que Volkov a eu une relation professionnelle de 15 ans avec Chostakovitch. Elle débuta en 1960 lorsque, âgé de 16 ans, il écrivit un compte-rendu de la première du Huitième Quatuor. Dix ans plus tard, Chostakovitch rédigea une préface pour le livre de Volkov sur les jeunes compositeurs de Leningrad en 1971. De plus, Irina Chostakovitch est aujourd'hui le seul membre de la famille à dénoncer Témoignage. Maxime et Galina, qui vécurent plus longtemps qu'Irina avec Chostakovitch, l'approuvent.
Bien que Volkov soit resté réticent à répondre aux critiques sur Témoignage, il est apparu le 15 février 1999 avec Vladimir Ashkenazy, Allan B. Ho, et Dmitry Feofanov à un forum ouvert au Mannes College of Music pour répondre aux questions sur les Mémoires de Chostakovitch. Malheureusement, aucun de ses principaux détracteurs n'était présent. Volkov a également apporté sa contribution aux livres de Ho et Feofanov.

Malgré la traduction dans 30 langues étrangères de Témoignage, l'original russe n'a jusqu'à ce jour jamais été publié, déclenchant alors chez la critique des spéculations selon lesquelles Volkov aurait peur de publier les Mémoires en Russie car « Quiconque a entendu la voix de Dmitri Dmitrievitch pourrait réaliser qu'il s'agit d'un faux ». Cependant, les copyrights de Témoignage appartiennent aux éditeurs américains de Volkov ; ce n'est donc pas lui qui décide de publier ou non l'original russe des Mémoires. En outre, Maxime et Galina Chostakovitch - et bien d'autres - ont lu des copies du manuscrit original et le croient authentique. Dans une interview de 1995, Galina déclare : 

« Je suis une admiratrice de Volkov. Il n'y a rien de faux ici [dans Témoignage]. Le style de langage est sans aucun doute celui de Chostakovitch - pas seulement dans le choix des mots, mais aussi dans la façon de les mettre ensemble. »

Volkov continue d'affirmer que tout dans Témoignage vient de la bouche de Chostakovitch, pendant que certains pensent qu'il s'agit d'un assemblage d'autres sources. Récemment, la recherche récente sur Chostakovitch[pas clair] (comme la découverte d'un fragment inédit de la Neuvième Symphonie[réf. nécessaire]) tend à corroborer ce qui est dit dans Témoignage plutôt que l'inverse[réf. nécessaire].

### Ouvrages en français
- Solomon Volkov (trad. André Lischke), Témoignage, les mémoires de Dimitri Chostakovitch : propos recueillis par Solomon Volkov [« Testimony: the memoirs of Dmitri Shostakovich »], Paris, Albin Michel, 1980, 326 p. (OCLC 32424023)
- Solomon Volkov, Chostakovitch et Staline, Éditions du Rocher, coll. « Anatolia », 2004, 357 p. (ISBN 2-268-05327-X)
- Solomon Volkov, Saint-Pétersbourg. Trois siècles de culture, Anatolia, 2003.

### Ouvrages en anglais
- (en) Brown, Malcolm H., A Shostakovich Casebook (Indianapolis: Indiana University Press, 2004).
- (en) Ho, Allan B., "Volkov, Solomon", New Grove Dictionary of Music and Musicians (London:  Macmillan Publishers, 2001), Vol. 26, p. 885.
- (en) MacDonald, Ian, The New Shostakovich (Boston: Northeastern University Press, 1990).  (ISBN 1-55553-089-3).
- (en) Volkov, Solomon, tr. Antonina W. Bouis, Testimony: The Memoirs of Dmitri Shostakovich (New York: Harper & Row, 1979).  (ISBN 0-06-014476-9).
- (en) Volkov, Solomon, tr. Bouis, Antonina W., St. Petersburg: A Cultural History (New York: The Free Press, 1995).  (ISBN 0-02-874052-1).
- (en) Volkov, Solomon, tr. Bouis, Antonina W., Shostakovich and Stalin: The Extraordinary Relationship Between the Great Composer and the Brutal Dictator (New York, Alfred A. Knopf, 2004).  (ISBN 0-375-41082-1).
- (en) Volkov, Solomon, tr. Bouis, Antonina W., The Magical Chorus:  A History of Russian Culture from Tolstoy to Solzhenitsyn (New York, Alfred A. Knopf, 2008).  (ISBN 978-1-4000-4272-2).
- Notices d'autorité :   - VIAF
  - ISNI
  - BnF (données)
  - IdRef
  - LCCN
  - GND
  - Italie
  - Japon
  - CiNii
  - Belgique
  - Pays-Bas
  - Pologne
  - Israël
  - NUKAT
  - Catalogne
  - Suède
  - Australie
  - Norvège